# My Oh My (Camila Cabello)
My Oh My è un singolo della cantante statunitense Camila Cabello, pubblicato il 6 gennaio 2020 come sesto estratto dal secondo album in studio Romance.

## Descrizione
My Oh My, che vede la partecipazione del rapper DaBaby, è stato scritto dai due interpreti insieme a Louis Bell, Savan Kotecha, Anthony Clemons Jr. e Adam Feeney, ed è stato prodotto da quest'ultimo. Il brano è stato aggiunto all'ultimo momento alla lista tracce di Romance, tanto che non è incluso nella versione fisica dell'album: compare come quarta traccia solo nella versione digitale, acquistabile online o riproducibile sui servizi di streaming.
A livello musicale, il pezzo fonde elementi tipici della musica latina con il pop e l'R&B. Il testo vede la cantante flirtare con un partner verso cui prova interesse sessuale. Per la sua struttura e per la sua composizione, My Oh My ha ricevuto paragoni con Havana, il singolo che ha lanciato la carriera di Camila Cabello.
Nel dicembre 2019 diversi utenti di Twitter hanno iniziato ad evidenziare somiglianze tra My Oh My e il brano del 1992 Llaman a la puerta del gruppo reggae peruviano Tierra Sur. In particolare è stata notata una similarità nei ritornelli, entrambi in forma di botta e risposta. A seguito di ciò Pochi Marambio, leader dei Tierra Sur e compositore di Llaman a la puerta, ha annunciato che i suoi rappresentanti legali avrebbero contattato Cabello e il suo staff al fine di raggiungere «un accordo pacifico».

## Promozione
Camila Cabello e DaBaby hanno presentato il brano dal vivo per la prima volta il 12 dicembre 2019 al Tonight Show Starring Jimmy Fallon. L'esibizione ha visto la cantante e il rapper eseguire una coreografia in stile cheerleader di fronte ad uno schermo verde; i due sono stati accompagnati rispettivamente da due ballerine e da cinque ballerini.

## Video musicale
Il 5 febbraio 2020 Camila Cabello ha annunciato la pubblicazione del video musicale di My Oh My sui suoi canali social, condividendo alcune immagini dal set. Il video è uscito alle 21 (ora italiana) del successivo 12 febbraio sul canale YouTube della cantante. Diretto da Dave Meyers, il video è ambientato negli anni venti e vede Camila Cabello ricoprire il ruolo di un'attrice dall'immagine pulita che desidera ricoprire il ruolo dell'eroina nei suoi film, piuttosto che quello della donzella in pericolo. Dopo che i suoi produttori negano la sua richiesta, la cantante incontra DaBaby, con cui partecipa ad una corsa spericolata in auto per le strade di Hollywood. Arrivata a una festa, lacera la locandina di un suo film, rendendo pubblico il suo astio verso l'immagine perfetta che avevano creato per lei, e lascia la sua casa di produzione per collaborare con quella del rapper, chiamata DaBabyScope. Nell'ultima parte del video, fino a questo momento filmato interamente in bianco e nero, la cantante gira un film a colori in cui ricopre il ruolo dell'eroina protagonista.

## Tracce
Download digitale – remix con DaBaby e Gunna
1. My Oh My (feat. DaBaby & Gunna) – 2:59

## Formazione
- Camila Cabello – voce
- DaBaby – voce aggiuntiva
- Frank Dukes – produzione
- Louis Bell – produzione vocale, registrazione
- Brian Taylor – assistenza alla registrazione
- Manny Marroquin – missaggio
- Chris Galland – assistenza al missaggio
- Dave Kutch – mastering

## Classifiche

### Classifiche settimanali
| Classifica (2020) | Posizione massima |
| ----------------- | ----------------- |
| Argentina         | 83                |
| Australia         | 19                |
| Austria           | 38                |
| Belgio (Fiandre)  | 31                |
| Belgio (Vallonia) | 49                |
| Canada            | 13                |
| Croazia           | 46                |
| Estonia           | 20                |
| Finlandia         | 17                |
| Francia           | 142               |
| Germania          | 53                |
| Grecia            | 11                |
| Irlanda           | 6                 |
| Islanda           | 22                |
| Lettonia          | 26                |
| Libano            | 15                |
| Lituania          | 13                |
| Norvegia          | 23                |
| Nuova Zelanda     | 15                |
| Paesi Bassi       | 15                |
| Polonia           | 9                 |
| Portogallo        | 51                |
| Regno Unito       | 13                |
| Repubblica Ceca   | 22                |
| Singapore         | 14                |
| Slovacchia        | 27                |
| Stati Uniti       | 12                |
| Svezia            | 39                |
| Svizzera          | 37                |
| Ungheria          | 6                 |

### Classifiche di fine anno
| Classifica (2020) | Posizione |
| ----------------- | --------- |
| Belgio (Fiandre)  | 97        |
| Canada            | 26        |
| Polonia           | 79        |
| Portogallo        | 183       |
| Regno Unito       | 88        |
| Stati Uniti       | 37        |
| Ungheria          | 58        |